# Отвидабери
Отвѝдабери (на шведски: Åtvidaberg, кратък местен вариант Отвид) е град в югоизточна Швеция, лен Йостерйотланд, община Отвидабери.

## География
Разположен е на около 40 km на запад от брега на Балтийско море. Намира се на около 180 km на югозапад от столицата Стокхолм. Има жп гара. Населението на града е 6859 жители според данни от преброяването през 2010 г.

## Икономика
В миналото край Отвидабери е имало мини за добив на медна руда. Основен отрасъл в икономиката на града е производството на калкулатори на фирмата Фасит АБ.

## Спорт
Представителният футболен отбор на града се казва Отвидаберис ФФ. Дългогодишен участник е в Шведската лига Суперетан. Негов основен спонсор е фирмата Фасит АБ.